# Jan Buczma
Jan Tadeusz Buczma (ur. 17 listopada 1899 we wsi Wojtkowa, zm. 5 lutego 1980 w Sopocie) – podpułkownik obserwator pilot Wojska Polskiego, kawaler Orderu Wojennego Virtuti Militari.

## Życiorys
Syn Ignacego i Heleny z Chmielewskich. W 1915 ukończył Cesarsko-Królewskie Gimnazjum Państwowe w Żółkwi, następnie pracował jako handlowiec. Po wybuchu I wojny światowej zataił swój wiek i 15 października 1915 roku wstąpił do Legionów Polskich. Przeszedł przeszkolenie w Kozienicach i Jedlni i w składzie 4 pułku piechoty Legionów walczył na froncie wschodnim, wziął udział w bitwie pod Kostiuchnówką. Został ranny i do 30 marca 1917 roku przechodził leczenie i rekonwalescencję w Rzeszowie. Powrócił do służby w 4 pp, wziął udział w walkach w okolicach Przemyśla. Po kryzysie przysięgowym w 1917 roku został wcielony do 16 pułku piechoty armii austro-węgierskiej, w którym służył do 7 listopada 1918 roku .
11 listopada 1918 roku wstąpił do odrodzonego Wojska Polskiego i został przydzielony do 4 pułku piechoty Legionów w Krakowie. Wziął udział w wojnie polsko-ukraińskiej, a następnie w wojnie polsko-bolszewickiej. Po zakończeniu działań wojennych pozostał w Wojsku Polskim, otrzymał przydział do Wojskowych Centralnych Zakładów Gospodarczych w Warszawie, 21 listopada 1921 roku został mianowany podoficerem zawodowym w stopniu sierżanta. W 1923 roku został skierowany na dwuletni kurs do Szkoły Podchorążych dla Podoficerów w Bydgoszczy, w jego trakcie zdał egzamin maturalny. 31 lipca 1925 roku został promowany na stopień podporucznika i otrzymał przydział do 84 pułku piechoty w Pińsku .
Zdecydował się na zmianę rodzaju broni na lotnictwo i 11 listopada 1926 roku rozpoczął kurs obserwatorów lotnictwa w Oficerskiej Szkole Lotniczej w Grudziądzu. Ukończył go 15 lipca 1927 roku i otrzymał przydział do 42 eskadry liniowej w 4 pułku lotniczym w Toruniu. 27 lipca tego roku otrzymał awans na stopień kapitana. 6 sierpnia 1927 roku, w załodze z sierż. pil. Janem Balcerem, przeżył katastrofę podczas lotu na Potezie XXVII (nr 41.52). Załoga odniosła niegroźne obrażenia. Po wyleczeniu został przydzielony do 41 eskadry liniowej, 14 stycznia 1928 roku otrzymał przydział na kurs instruktorski do Lotniczej Szkoły Strzelania i Bombardowania w Grudziądzu. Po ukończeniu kursu powrócił do służy w 4 pl, gdzie 30 czerwca 1932 roku przeżył swą drugą katastrofę lotniczą. Pilotowany przez por. Edmunda Westrycha Breguet XIX (nr 60.78) uległ rozbiciu a Buczma odniósł niegroźne obrażenia. W okresie luty-marzec 1933 roku służył w 42 eskadrze liniowej. Następnie otrzymał przydział do Centrum Wyszkolenia Lotnictwa nr 2 w Bydgoszczy, a w kwietniu 1935 roku został odkomenderowany do Lotniczej Szkoły Strzelania i Bombardowania (LSSiB) w Grudziądzu, gdzie służył jako instruktor strzelania, wykładowca i dowódca Pododdziału Portowego LSSiB .
W październiku 1937 roku został przydzielony do 2 pułku lotniczego w Krakowie, gdzie służył jako oficer taktyczny I Dywizjonu Liniowego. W 1938 roku uzyskał cywilną licencję pilota turystycznego, a od 16 listopada 1938 roku objął dowództwo 21 eskadry liniowej. Pod jego dowództwem eskadra brała udział w akcji zajęcia Zaolzia, dowodził nią do wybuchu II wojny światowej.
W sierpniu 1939 roku, po ogłoszeniu mobilizacji, został przebazowany na lotnisko Wsola skąd, po wybuchu II wojny światowej, wykonywał loty bojowe w składzie Brygady Bombowej. Po agresji ZSRR na Polskę przekroczył granicę rumuńską i został internowany w obozie w Tulcea. Udało mu się uciec i przez port Bałczik, na pokładzie statku „Patris”, przedostał się do Francji. W bazie lotnictwa polskiego w Lyon-Bron został 6 kwietnia 1940 roku dowódcą 15 Eskadry Zapasowej. Po upadku Francji został ewakuowany i 24 czerwca 1940 roku odpłynął z portu Saint-Jean-de-Luz na pokładzie „Arandora Star” do Wielkiej Brytanii. 27 czerwca dotarł do Liverpoolu. Wstąpił do Polskich Sił Powietrznych, otrzymał numer służbowy RAF P-0018. W późniejszym okresie numer ten został zmieniony na 76858.
22 września 1940 roku został przydzielony do 304 dywizjonu bombowego w Bramcote, gdzie objął stanowisko dowódcy eskadry „A”. W marcu 1941 roku został skierowany do szkoły nawigacji 1 Air Observer Navigation School (AONS) w Prestwick, następnie do 18 Operational Training Unit (OTU) w Bramcote. W grudniu 1941 roku powrócił do 304 dywizjonu i nocą z 28 na 29 wykonał swój pierwszy lot bojowy na bombardowanie Emden. W następnych lotach atakował cele w Cherbourgu, Münster, Mannheim, Kilonii, Essen, Lübeck, Köln, Hamburg i Rostocku. Po przeniesieniu dywizjonu 304 do Coastal Command objął 1 maja 1942 roku dowództwo eskadry „B”. Wykonywał loty bojowe w poszukiwaniu niemieckich okrętów podwodnych. Dwukrotnie, 26 maja i 9 sierpnia 1942 roku, wykonał ataki na niemieckie U-boty. Atak z 26 maja zakończył się uszkodzeniem wrogiego okrętu, atak z 9 sierpnia nie powiódł się z powodu awarii wyrzutników bombowych .
8 stycznia 1943 roku, po wykonaniu 30 lotów bojowych, Buczma został przeniesiony do bazy w Torquay, gdzie nadzorował szkolenie polskiego personelu lotniczego, od lutego podobne stanowisko sprawował w 5 Air Observer School w Jurby na Wyspie Man. Od 5 maja 1944 roku służył w dowództwie Coastal Command jako polski oficer łącznikowy.
Po zakończeniu wojny został 20 lutego 1947 roku zdemobilizowany w polskim stopniu podpułkownika i brytyjskim Squadron Leadera. Zdecydował się na powrót do Polski i już w kwietniu przypłynął do Gdyni. Zamieszkał w Sopocie, początkowo znalazł zatrudnienie w Centrali Rybnej „Dalmor”, a następnie w Przedsiębiorstwie Rozpowszechniania Filmów i w biurze projektów „Prozamet”. W 1964 roku przeszedł na emeryturę. Pozostał aktywnym uczestnikiem życia byłych lotników, należał do Klubu Seniorów Lotnictwa Aeroklubu PRL, był jednym ze współorganizatorów Morskiego Klubu Seniorów Lotnictwa w Gdyni. Zmarł 5 lutego 1980 roku i został pochowany na cmentarzu komunalnym w Sopocie.

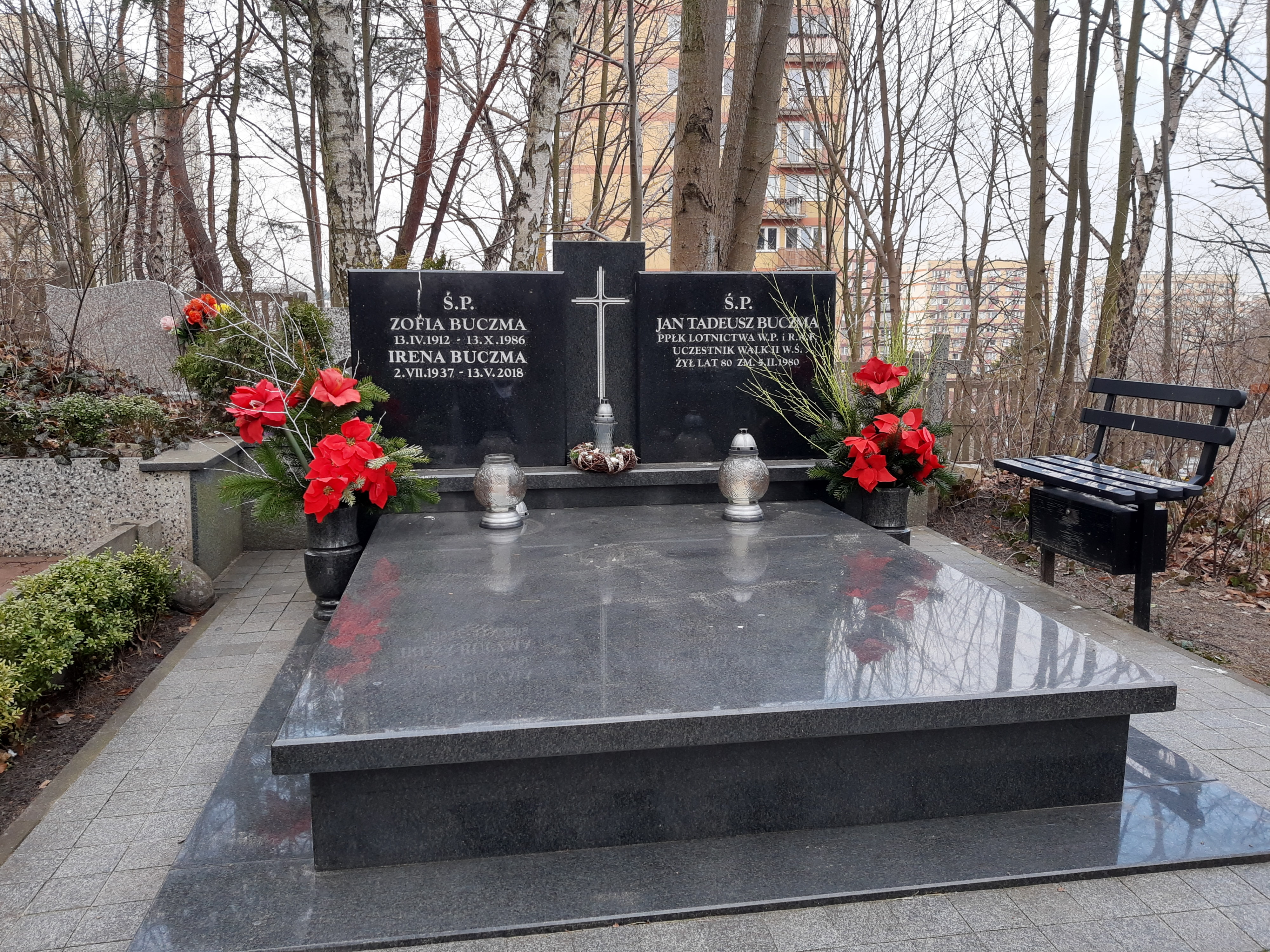
Grób ppłka Jana Buczmy na cmentarzu komunalnym w Sopocie

## Życie prywatne
W 1932 roku zawarł związek małżeński z Zofią z domu Maćkowską, z którą miał córkę Janinę i syna Kazimierza .

## Ordery i odznaczenia
Został odznaczony:
- Krzyżem Srebrnym Orderu Wojennego Virtuti Militari nr 9614,
- Krzyżem Walecznych – trzykrotnie,
- Medalem Lotniczym – czterokrotnie,
- Polową Odznaką Obserwatora nr 537,
- Krzyżem Niepodległości,
- Srebrnym Krzyżem Zasługi,
- Srebrnym Medalem za Długoletnią Służbę,
- Brązowym Medalem za Długoletnią Służbę,
- Medalem Dziesięciolecia Odzyskanej Niepodległości,
- Medalem Pamiątkowym za Wojnę 1918-1921,
- Gwiazdą Przemyśla.
- Medalem Zwycięstwa i Wolności 1945